# Médaille pour la prise de Vienne

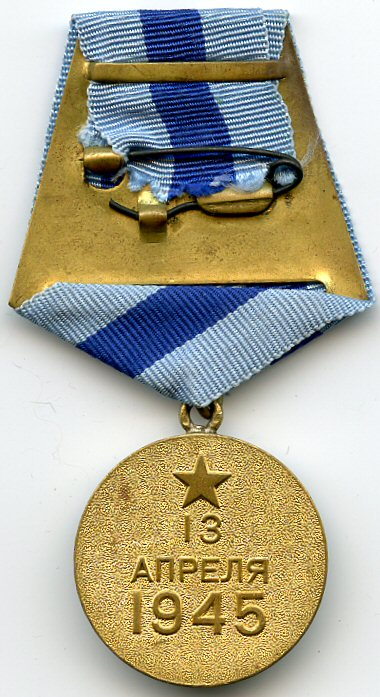
Revers de la médaille pour la prise de Vienne

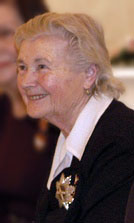
Ekaterina Mikhailova-Demina, une des récipiendaires de la médaille pour la prise de Vienne

La Médaille pour la prise de Vienne (en russe : Медаль « За взятие Вены ») est une médaille commémorative des campagnes de l'Union soviétique durant la Seconde Guerre mondiale. Elle fut créée le 9 juin 1945, par décret du Præsidium du Soviet suprême de l'URSS, pour satisfaire à la demande du Commissariat du Peuple pour la défense de l'Union soviétique de récompenser les participants aux combats pour la prise de la ville de Vienne contre les forces armées de l'Allemagne nazie. Le statut de la médaille a été modifié le 18 juillet 1980 par décret du Præsidium du Soviet suprême de l'URSS n° 2523-X.